# Bras de Saint Georges
Le Bras de Saint Georges (en roumain Brațul Sfântu Gheorghe) est le plus méridional des trois principaux défluents du Danube formant son delta. Il commence un peu en aval de Tulcea et se verse dans la mer Noire au niveau du port de St-Georges.

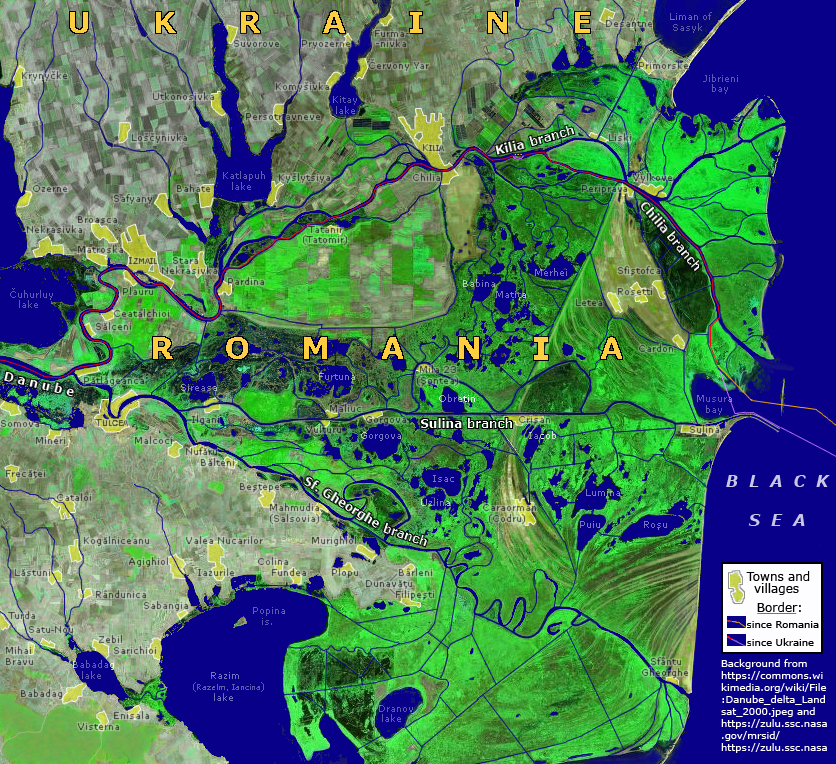
Vu de satellite, le bras de Saint Georges est le plus méridional du Delta du Danube.

La formation du delta du Danube et l'évolution de ses bras de l'Antiquité à nos jours.

## Géographie
Le bras de Saint Georges draine 22 % du débit du Danube soit 1 500 m3/s et sa longueur avant régularisation était de 112 km sur une largeur moyenne de 450 m et pour une profondeur moyenne de 20 m ; depuis 1980, des canaux artificiels recoupent les méandres d'Uzlina, Dunavăț, Dranov et Ivancea, réduisant son coefficient de sinuosité, et raccourcissant sa longueur à 64 km.

## Histoire
Géomorphologiquement, le bras de Saint Georges est jeune : il ne s'est formé que depuis 7000 ans (l'actuel delta du Danube était auparavant un golfe de la mer Noire). Dans l'Antiquité, il était connu sous le nom de Peuké cité par Hérodote et Strabon.
Le roi wisigoth Alaric est né sur ses rives, au castrum romain de Platei Pegiae (sa tribu était alors alliée des Romains) avant d'aller dévaster l'Empire et de saccager Rome.
Une flotte byzantine remonta en 680 le bras de Saint Georges pour tenter d'empêcher les Bulgares de passer le Danube, mais les grecs furent vaincus à la bataille d'Ongal : les Bulgares entrèrent dans l'Empire byzantin et fondèrent dans les Balkans le premier empire bulgare. Le nom de « Saint Georges » apparaît justement à l'époque byzantine et génoise. Sous la domination ottomane, il fut appelé Cadırlez par les musulmans.
À la fin du XVIIe siècle ses rives, jusqu'alors peuplées de Valaques, de Grecs et de Turcs, accueillirent aussi des lipovènes, l'une des confessions des vieux-croyants russes, adeptes de Daniel Filipov le Pustosviat (« saint anachorète ») de Kostroma (1672-1742). Ces pieux réfugiés, fuyant l'autocratie des tsars, apprirent des autochtones la construction navale et la pêche, ainsi que les noms, pour la plupart d'origine grecque, des poissons et de la navigation maritime.
Au traité d'Andrinople (1829) le bras de Saint Georges devint la frontière méridionale de l'Empire russe avec l'Empire ottoman. En 1856, à l'issue de la guerre de Crimée, les deux rives redevinrent turques. Depuis la conférence de Berlin (1878) elles sont roumaines.

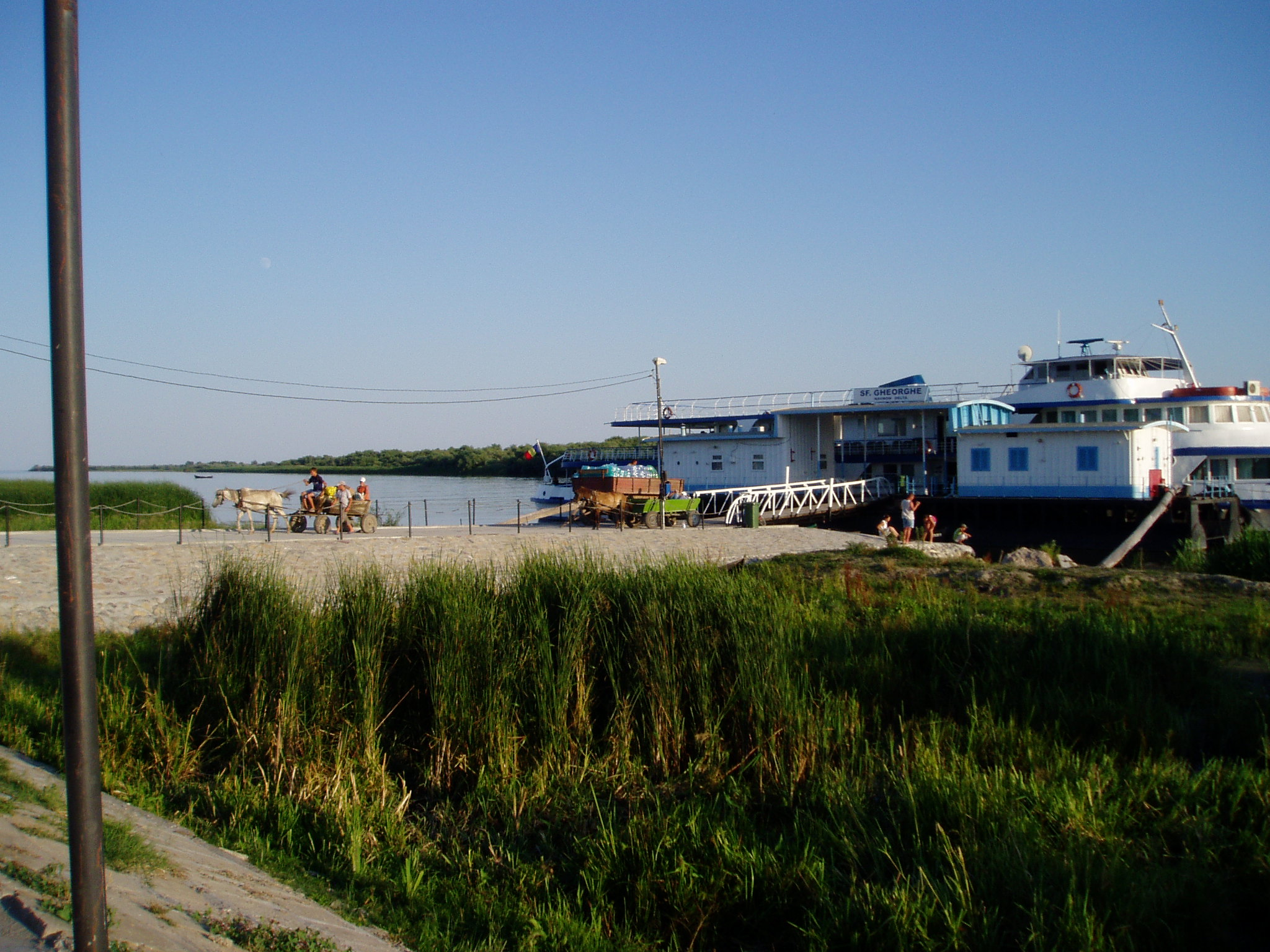
Escale des navettes fluviales sur le bras de St-Georges pour Tulcea ; au fond à gauche la mer.
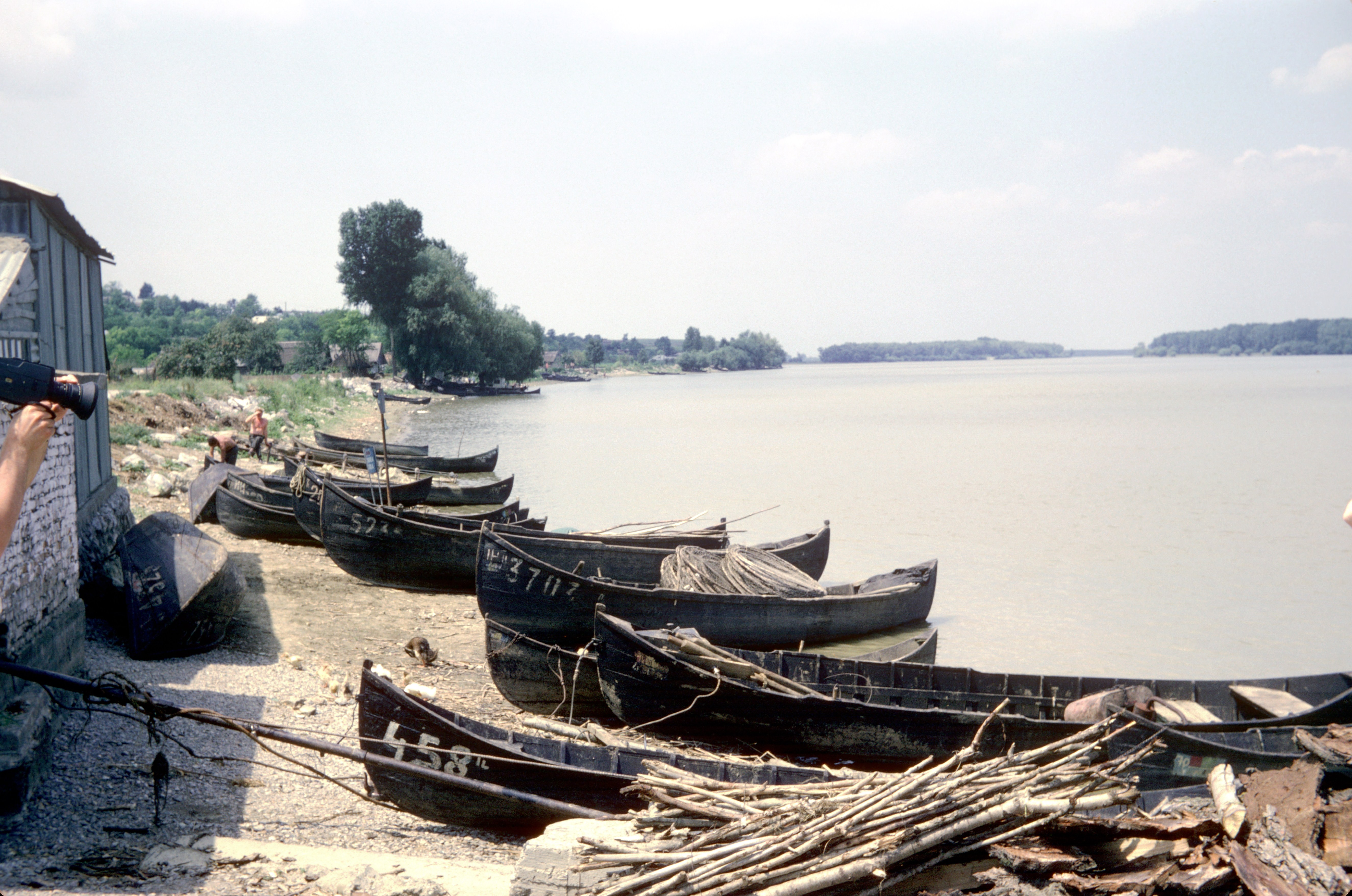
Lotcas sur le bras de Saint Georges.